# Lagor
Lagor är en kommun i departementet Pyrénées-Atlantiques i regionen Nouvelle-Aquitaine i sydvästra Frankrike. Kommunen ligger i kantonen Lagor som tillhör arrondissementet Pau. År 2022 hade Lagor 1 134 invånare.

## Befolkningsutveckling
Antalet invånare i kommunen Lagor
| Referens: INSEE |